# Дедовка (Воронежская область)
Дедовка — село в Петропавловском районе Воронежской области России.
Входит в состав Новолиманского сельского поселения.

## Название
Село Дедовка предположительно названо по фамилии или прозвищу первопоселенца.

## География
Село Дедовка расположено на левом берегу реки Дон при озёрах Немереж, Марковое, Долгенькое, в 23 км к югу от районного центра. В 5 км от села находится охраняемый пустынный участок.

## История
Основано в 1767 году бывшими монастырскими крестьянами, переведенными из северных уездов России. Входило в состав Богучарского уезда.
В описании Богучарского уезда 1779 года упоминаются поселения экономических крестьян:Монастырщина, Абросимова, Сухой Донец, Глубокая, Березняги и Дедовка. Из названных поселений только два — Монастырщина и Абросимова — были в первой половине XVIII века и относились к Донецкому Предтечеву монастырю, который находился около Монастырщины. Березняги, Глубокое и Сухой Донец, согласно данным ревизских сказок, населены в 1767 году бывшими монастырскими крестьянами, переведенными из северных уездов России. Ревизских сказок по Дедовке не сохранилось. Но и Дедовка предположительно могла возникнуть в то же время, то есть в конце 1760-х годов. Происхождение названия неизвестно . В данном случае В. А. Прохоров высказывает только предположение о возникновении Дедовки, которое сам же опровергает данными о том, что Донецкий монастырь владел землями заселенными монастырскими крестьянами великороссами переведенными с северных регионов России. Слобода Дедовка по национальному составу же, была представлена малороссами. Да и сам термин слобода, указанный во всех списках населённых мест, противоречит его предположению. Так же по некоторым публикациям краеведов высказывается мнение, что Дедовка была образована ранее деревни Глубокая. Если существовала зависимость Дедовки от монастыря, то вероятен вариант описанный им же (В. А. Прохоровым) в отношении возникновения сл. Абросимова:  …поблизости был основан Успенский Донской монастырь. Монахи прибрали к рукам значительные участки по берегу р. Дона. Рядом поселились/проживали крестьяне украинского происхождения. Монастырь этому не препятствовал, но поселившихся здесь крестьян постепенно превратил в своих зависимых.
При этом не следует забывать, что данный историко — топонимический словарь был издан в 1973 году — когда, такие термины, как к примеру козак, однодворец, военный поселянин и пр., в широкой печати просто не употреблялись в связи с советской идеологией, и все именовались крестьянами. Кроме того, местное население принимало участие в восстании Кондратия Булавина, память о котором правительство вытравливало веками..
В 1787 году была построена деревянная Троицкая церковь, в 1889 году перестроена в каменную по проекту архитектора Дмитрия Валериановича Знобишина. В 1894 году была открыта церковно-приходская школа на 70 учеников.
В 1900 году в селе имелось 4 общественных здания, 3 маслобойных завода, мелочная и винная лавки.
В августе — сентябре 1919 года Дедовка находилась во власти деникинцев.
В 1926 году создана коммуна имени А. Линкольна, на её базе возникла артель «Свободный труд» («Вільна праця»).

## Население
| 1859 | 1897  | 1900  | 1926  | 2007 | 2010 | 2011 |
| ---- | ----- | ----- | ----- | ---- | ---- | ---- |
| 1060 | ↗1766 | ↗1841 | ↘1648 | ↘378 | ↘342 | ↘340 |

### Люди, связанные с селом
Уроженцами села Дедовка являются:
- Иван Иванович Мирошников
- Евгений Иванович Мирошников
- Алексей Сергеевич Шестаков

## Инфраструктура
В настоящее время в селе Дедовка имеются сельскохозяйственное предприятие «Тихий Дон», библиотека, медпункт.
Улицы
- ул. А.Шестакова,
- ул. Приозёрная,
- ул. Советская.